# Battaglia di Liaoyang
La battaglia di Liaoyang (遼陽会戦?, Ryōyō kaisen) fu uno scontro militare terrestre nell'ambito della guerra russo-giapponese. Fu combattuto nelle vicinanze di Port Arthur, in Manciuria.
Mentre l'Esercito Imperiale Giapponese cingeva d'assedio Port Arthur il generale Oyama si mosse a nord per tentare di assicurare ai giapponesi il controllo della importantissima giunzione ferroviaria di Liaoyang.
La battaglia iniziò il 25 agosto 1904 con 158 000 russi che tentarono di aggirare la Prima, Seconda e Terza Armata dell'Esercito Imperiale, in totale le tre armate giapponesi contavano circa 125 000 soldati.
Il 26 agosto 1904 la Prima Armata giapponese prese il passo Hung-sha e la vetta Kosarei a sud-est di Liaoyang al termine di una durissima battaglia. Il generale Aleksej Kuropatkin, comandante in capo delle truppe russe, scelse di ritirarsi convinto di non avere le forze per resistere.
Tra il 29 e il 30 agosto 1904 le truppe russe respinsero l'intenso attacco giapponese sulle linee difensive principali a sud di Liaoyang. Il 31 agosto le armate giapponesi attraversarono il fiume a nord-est di Liaoyang.
Il 4 settembre 1904 dopo alcuni attacchi russi privi di qualsiasi effetto Kuropatkin decise di evacuare in mattinata Liaoyang e di ripiegare su Mukden.